# شارع بيكر (أغنية)

شارع بيكر (بالإنجليزية: Baker Street) أغنية كتبها وسجلها المغني وكاتب الاغاني الإسكتلندي جيري رافيرتي. صدرت كأغنية فردية في عام 1978، وصعدت إلى المركز الأول في قائمة «الكاش بوكس Cash Box»، والمركز الثاني في قائمة الهوت بيلبورد 100، حيث احتفظت بمركزها لمدة ستة أسابيع، أمضت أربعة أسابيع في المرتبة الأولى في كندا، وفي المرتبة الأولى في أستراليا وجنوب إفريقيا، واحتلت المرتبة الثالثة في المملكة المتحدة، وفي قائمة أفضل عشرة أغاني في هولندا. حصل رافرتي على جائزة إيفور نوفيلو Ivor Novello Award لعام 1978 لأفضل أغنية في الموسيقى والكلمات. يتميز توزيع الأغنية بلازمة الساكسفون. قامت شركة بي ام آي BMI بتكريم الأغنية في أكتوبر 2010، لتجاوزها خمسة ملايين بث اذاعي في جميع أنحاء العالم، كما حصلت على الشهادة الذهبية في مناسبتين، في 1 أبريل 1978 و 22 يوليو 2013 من شركة بي ام آي في المملكة المتحدة.

## طاقم العزف والتسجيل
جيري رافيرتي: غناء رئيسي
رافائيل رافينسكروفت: ساكسفون
هيو بيرنز: جيتار رئيسي
نايجل جنكينز: جيتار إيقاعي
تومي آير: لوحات المفاتيح (كيبورد)
غاري تايلور: جيتار باس
هنري سبينيتي: طبول
غلين لو فلور: إيقاع
غراهام بريسكيت: توزيع الوتريات

## أصل الأغنية وتطورها
سميت على اسم شارع بيكر في لندن، وصدرت ضمن ألبوم رافيرتي الفردي الثاني، «من مدينة إلى مدينة City to City» عام 1978، والذي كان أول إصدار له بعد حل المشكلات القانونية المحيطة بتفكك فرقته القديمة «ستيلرز ويل Stealers Wheel» في عام 1975. قضى رافيرتي ثلاث سنوات بعد تفكك فريقه القديم، غير قادر على إصدار أي مادة غنائية بسبب الخلافات حول التزامات التسجيل التعاقدية المتبقية للفرقة. كتب رافيرتي الأغنية خلال فترة كان يحاول فيها تخليص نفسه من عقود فريق «الستيلرز ويل»، وكان يسافر بانتظام بين منزل عائلته في بيزلي ولندن، حيث أقام غالبًا في شقة أحد أصدقائه في شارع بيكر. كما قال رافيرتي: «كان الجميع يقاضون بعضهم البعض، لذلك أمضيت الكثير من الوقت في القطار الليلي من غلاسكو إلى لندن لعقد اجتماعات مع المحامين. كنت أعرف رجلاً يعيش في شقة صغيرة قبالة شارع بيكر. كنا نجلس ونتحدث أو نعزف على الجيتارات هناك طوال الليل». قضى رافيرتي أيضًا الكثير من الوقت في الشرب، وهو ما نلاحظه في كلمات الأغنية (نور في رأسك وموت على قدميك/ يوم مجنون آخر/ ستشرب في الليل وتنسى كل شيء). كان حل إحباطات رافيرتي القانونية والمالية سببًا للبهجة في المقطع الأخير من الأغنية (عندما تستيقظ تجد صباحًا جديدًا / الشمس تشرق، إنه صباح جديد / أنت عائد إلى بيتك). قالت مارثا ابنة رافيرتي إن الكتاب الذي ألهم والدها الأغنية أكثر من أي كتاب آخر كان لكولين ويلسون «القادم من الخارج» لعام 1956، كان رافرتي يقرأ الكتاب، الذي يستكشف أفكار الاغتراب والإبداع، النابعة من شوق للتواصل، في هذا الوقت وأثناء السفر بين المدينتين.

## الساكسفون في الأغنية
تحتوي الأغنية على لازمة للسكسافون من أداء رافائيل رافينسكروفت الذي قال: «قُدمت لي أغنية تحتوي على عدة ثغرات، في الواقع إذا سألتني» هل سلمني جيري مقطوعة موسيقية لأعزفها؟«سأقول، لا لم يفعل، كان معظم ما لعبته عبارة عن موسيقى البلوز القديمة». كان رافينسكروفت موسيقي جلسة واحدة للتسجيل في الاستوديو وقام بتسجيل جزء قصير من ساكسفون سوبرانو في الاستوديو، واقترح أن يسجل جزء أخر باستخدام ألتو ساكسفون الذي كان بحوزته في سيارته. أدى رافينسكروفت الجزء الذي أصبح يُعرف باسم «ظاهرة» أغنية شارع بيكر، وهذا الجزء تم استخدامه وأصبح السبب في عودة مبيعات الساكسفون، كما استخدم الكثيرين هذا الجزء في الإعلانات التلفزيونية.
وفقًا لإحدى القصص، لم يتلق رافينسكروفت أي مدفوعات مقابل أغنية حققت لرافيرتي دخلًا قدره 80.000 جنيه إسترليني سنويًا، بينما حصل رافينسكروفت على شيك بقيمة 27 جنيهًا إسترلينيًا من رافيرتي وضعه رافينسكروفت في إطار وعلقه على جدار مكتب محاميه، ومع ذلك، فقد رفض رافينسكروفت قصة الشيك في مقابلة معه على محطة بي بي سي 2 في 9 فبراير 2012.

## كلمات الأغنية
تشق طريقك في شارع بيكر Winding your way down on Baker Street
نور في رأسك وموت في قدميك Light in your head and dead on your feet
حسنًا، يوم مجنون آخر Well, another crazy day
سوف تقضي الليل تشرب You'll drink the night away
وننسى كل شيء And forget about everything
تجعلك صحراء المدينة هذه تشعر بالبرد الشديد This city desert makes you feel so cold
فيها الكثير من الناس، لكن ليس لها روح It's got so many people, but it's got no soul
وقد تستغرق وقتًا طويلاً And it's taken you so long
لتكتشف أنك كنت مخطئاً To find out you were wrong
عندما كنت تعتقد أنها تحتوي كل شيء When you thought it held everything
كنت تعتقد أنه كان امراً سهلاً للغاية You used to think that it was so easy
كنت تقول أنه كان سهلاً للغاية You used to say that it was so easy
لكنك تحاول، أنت تحاول الآن But you're trying, you're trying now
سنة أخرى وبعدها ستكون سعيداً Another year and then you'd be happy
سنة واحدة فقط وبعدها ستكون سعيدًا Just one more year and then you'd be happy
لكنك تبكي، أنت تبكي الآن But you're crying, you're crying now
في الشارع يوجد ضوء في مكانه Way down the street there's a light in his place
يفتح الباب، لديه تلك النظرة على وجهه He opens the door, he's got that look on his face
ويسألك أين كنت And he asks you where you've been
أخبره بمن رأيت You tell him who you've seen
وأنت تتحدث عن أي شيء And you talk about anything
لديه حلم شراء بعض الأراضي He's got this dream about buying some land
سوف يتخلى عن الخمر ومواقف الليلة الواحدة He's gonna give up the booze and the one-night stands
وبعد ذلك سوف يستقر And then he'll settle down
في بلدة صغيرة هادئة In some quiet little town
وينسى كل شيء And forget about everything
لكنك تعلم أنه سيواصل التحرك دائمًا But you know he'll always keep moving
أنت تعلم أنه لن يتوقف عن الحركة أبدًا You know he's never gonna stop moving
لأنه يتدحرج، إنه حجر يتدحرج 'Cause he's rolling, he's the rolling stone
وعندما تستيقظ، يكون صباحًا جديدًا And when you wake up, it's a new morning
الشمس مشرقة، إنه صباح جديد The sun is shining, it's a new morning
وأنت عائد إلى بيتك And you're going, you're going home

## وصلات خارجية
https://www.discogs.com/master/99113 شارع بيكر (أغنية)
https://www.discogs.com/Gerry-Rafferty-Baker-Street-Remix/release/1646108 شارع بيكر (أغنية)
https://bestclassicbands.com/gerry-rafferty-baker-street-7-10-18/ شارع بيكر (أغنية)
https://secondhandsongs.com/work/5337/versions#nav-entity شارع بيكر (أغنية)
https://www.allmusic.com/artist/gerry-rafferty-mn0000945196/biography شارع بيكر (أغنية)